# تشويه الأعضاء التناسلية للإناث في نيوزيلندا
تشويه الأعضاء التناسلية الأنثوية في نبوزيلندا أصبح غير قانوني في عام 1996 من خلال تعديل قانون الجرائم في 1961 عندما تم إضافة S2044A. وكان تشويه الأعضاء التناسلية الأنثوية مشكلة في نيوزيلندا بسبب عدد المهاجرين المستقرين في نيوزيلندا من البلدان التي يمارس فيها عادة تشويه الأعضاء التناسلية الأنثوية. وتشويه الأعضاء التناسلية الأنثوية هو إجراءات لأسباب غير طبية تلحق الضرر بالأعضاء التناسلية للإناث. ويكون لهذه الإجراءات تأثيرات صحية سلبية من خلال التسبب بمشاكل مثل التبول، العدوى، النزيف الشديد والمضاعفات أثناء الولادة. وعادة ما يتم تنفيذ هذه الإجراءات على الفتيات من سن الرضاعة إلى 15 سنة. يمارس تشويه الأعضاء التناسلية الأنثوية في كثير من دول الشرق الأوسط وآسيا وأفريقيا.